# 댄디즘

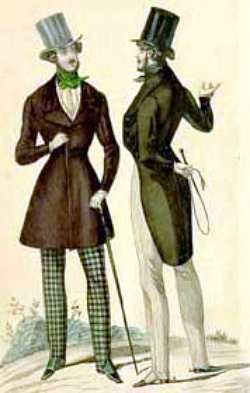

댄디즘(dandyism)은 19세기 초반에 영국, 프랑스 상류층에서 일어났던 하나의 사조이다. 무게, 깊이를 고려하지 않고, 세련된 멋, 치장을 주로 고려함으로써 일반 계층의 사람들에게 과시하는 태도, 사조를 나타낸다. 이런 성향은 프랑스 문화에 영향을 미치게 되었고, 이를 통해 '정신적인 귀족주의'라는 뜻을 가지게 되었다. 문학 작품에서는 이러한 뜻을 자주 이용한다.